# Huber Matos
Huber Matos Benítez (Yara, 26 de novembro de 1918 — Miami, 27 de fevereiro de 2014) foi um político e revolucionário cubano.

## Biografia
Nascido em Yara, na província do Oriente, participou do Movimento 26 de Julho com Fidel Castro e Che Guevara, para derrubar o governo ditatorial de Fulgencio Batista.
Se opunha ao governo Batista desde o golpe de 1952, visto como inconstitucional. Porém, tornou-se mais tarde um crítico da aproximação entre a Revolução Cubana e o marxismo e da crescente afinidade entre os líderes revolucionários e o Partido Comunista de Cuba. Após a Revolução, foi acusado de sedição pelo regime de Fidel Castro e condenado a vinte anos de prisão (1959–1979), antes de ser libertado em 1979. Vive seus últimos dias em Miami, nos Estados Unidos, e continuou a ser um crítico declarado do regime comunista em Cuba.
Se encontrava hospitalizado desde 25 de fevereiro em função de um ataque cardíaco, mas ele havia pedido aos médicos que fossem retirados os aparelhos que o ajudavam a respirar. Morreu em 27 de fevereiro de 2014.